# Fooled Around and Fell in Love
Fooled Around and Fell in Love is een nummer van de Amerikaanse muzikant Elvin Bishop uit 1976. Het verscheen op zijn zesde studioalbum Struttin' My Stuff.
Bishop heeft het nummer niet zelf ingezongen, dat deed Mickey Thomas, die normaliter fungeerde als achtergrondzanger in de band van Bishop.  Bishop zei dat het nummer "zichzelf geschreven" had. Het nummer werd een hit in Noord-Amerika, Oceanië en het Nederlandse taalgebied. In de Amerikaanse Billboard Hot 100 bereikte het de 3e positie, terwijl het de 8e positie pakte in de Nederlandse Top 40. Minder succes kende het nummer in Vlaanderen, waar een bescheiden 29e positie werd gehaald in de Radio 2 Top 30.

## NPO Radio 2 Top 2000
| Nummer met noteringen in de NPO Radio 2 Top 2000 | '99  | '00  | '01  | '02  | '03  | '04  | '05  | '06  | '07 | '08  |
| ------------------------------------------------ | ---- | ---- | ---- | ---- | ---- | ---- | ---- | ---- | --- | ---- |
| Fooled Around and Fell in Love                   | 1212 | 1208 | 1011 | 1419 | 1626 | 1990 | 1735 | 1907 | -   | 1918 |

1. ↑  Een '-' betekent dat het nummer niet was genoteerd en een vetgedrukt getal geeft de hoogste notering aan.
2. ↑  Deze tabel is bijgewerkt tot en met de laatste editie (2024).